# Національне шосе 21 (Естонія)
Національне шосе 21 (також шосе Раквере–Луйге, T21, ест. Rakvere–Luige maantee) — це національна основна дорога протяжністю 69,6 кілометрів на північному сході Естонії. Шосе пролягає від центру міста Раквере до західного боку Муствее біля національного шосе 36.